# Albin Haller
Albin Haller (Fellering, 7 de março de 1849 – Paris, 1 de maio de 1925) foi um químico francês. 
Haller recebeu a Medalha Davy de 1917.